# Артист одного хита
Так называемые «артисты одного хита» (англ. one-hit wonder), также «группа одного хита», «чудо одного хита», «певец/группа-однодневка» или «певец одной песни» — языковое клише, которым часто обозначают исполнителя или музыкальный коллектив, наиболее известного только одним хитом в его исполнении.

## Описание
Англоязычный термин для обозначения исполнителей-«однодневок» — «one hit wonder» — вошёл также и в другие языки, поскольку аналогичные выражения в них могут быть омонимичными и принимать другие значения.
Согласно ряду определений, артисты одного хита — музыканты, имеющие всего одну по-настоящему известную песню (причём успех их дальнейших композиций становится не столь важным для публики), либо получившие дальнейшую известность только благодаря одному хиту в их исполнении, а не только временные музыкальные коллективы или малоизвестные исполнители с недолго продолжавшейся музыкальной деятельностью.
В некоторых известных хит-парадах, таких как «UChoose40», «VH1’s list» и «Billboard Hot 100» составляли списки наиболее известных, по их мнению, групп и исполнителей, прославившихся благодаря всего одной успешной композиции.